# Модус поненс
Модус поненс (modus ponens, съкратено от modus ponendo ponens) е правило за извод в класическата логика, което гласи: Ако е вярно съждението P → Q и е вярно съждението P, то е вярно Q.
Прието е да се означава: {\displaystyle P\rightarrow Q,P\vdash Q} или
{\displaystyle {\begin{array}{c}\\P\rightarrow Q,P\\\hline Q\\\end{array}}}.
Доказателство
Валидността на модус поненс в класическата (двузначна) логика лесно се демонстрира с таблица на верностните стойности:
| P | Q | P → Q |
| - | - | ----- |
| 0 | 0 | 1     |
| 0 | 1 | 1     |
| 1 | 0 | 0     |
| 1 | 1 | 1     |

Пример
Ако днес е вторник, то ще ходя на работа.
Днес е вторник.
Следователно, ще ходя на работа.